# Pietro Nizzati di Boyon
Pietro Francesco Filippo Nizzati, barone di Boyon (Busca, 2 agosto 1739 – Torino, 24 giugno 1817), è stato un avvocato italiano, sindaco di Torino nel 1794.

## Biografia
Figlio di Filippo e di Ottavia Randone di Boyon, sposò in prime nozze Luisa Peretti di Casalbagliano (1752-1792) e in seconde nozze Teresa Luisa Giusiana di Primeglio (1756-1818).
Nel 1792 entrò a far parte del corpo decurionale della città di Torino; durante l'occupazione francese fu membro del collegio elettorale del Po e con la Restaurazione entrò nuovamente a far parte dei decurioni.
Fu sindaco di seconda classe nel 1794, con Gian Antonio Turinetti di Priero.